# Hans Gustav Lillienskiold
Hans Gustav Lillienskiold (11. december 1727 – 18. marts 1796 i Horsens) var en dansk søofficer og godsejer.

## Virke
Han var søn af Hans Christoph Lillienskiold (1694-1767) og Christine Sophie Magdalene von Ferber og ejede herregårdene Lilliendal (fra 1760), Skuderupgård (fra 1779) og Høvdinghus (fra 1779), men solgte dem alle 1785.
Han var 1745-46 med fregatten Falster til Middelhavet, 1747 atter med Falster til Middelhavet, blev 6. oktober samme år sekondløjtnant i Søetaten, 1755 næstkommanderende i fregatten Blaa Heyren, vagtskib på Københavns Red, 1756 med orlogsskibet Slesvig til Marokko, blev 1757 kammerjunker, 17. maj samme år beordret til Vestindien med Blaa Heyren, 1757 kaptajnløjtnant, 1760 hjem med fregatten Hvide Ørn. Han blev 1762 afskediget på grund af en benskade og fik karakter af kommandørkaptajn. 1769 blev han kammerherre og 1782 hvid ridder.

## Ægteskaber
Han var gift tre gange:
1. 19. april 1759 ægtede han på St. Thomas Elisabeth de Malleville (8. september 1740 på St. Thomas – 8. november 1768 på Lilliendal), datter af Jean de Malleville og Anne de Bordeaux og søster til Thomas de Malleville.
2. 10. august 1769 ægtede han Mette Cathrine Bertelsen de Cederfeld (7. juli 1746 i Aalborg – 11. august 1770 på Lilliendal), fik en dødfødt dreng 8. august 1770, datter af Bartholomæus de Cederfeld.
3. 2. april 1771 ægtede han i København Sophie Charlotte von Heltzen (1754 - 15. september 1834 i Horsens), datter af Poul Heltzen og Karen Collett.